# 考利諾沃市鎮
43°35′N 27°5′E / 43.583°N 27.083°E

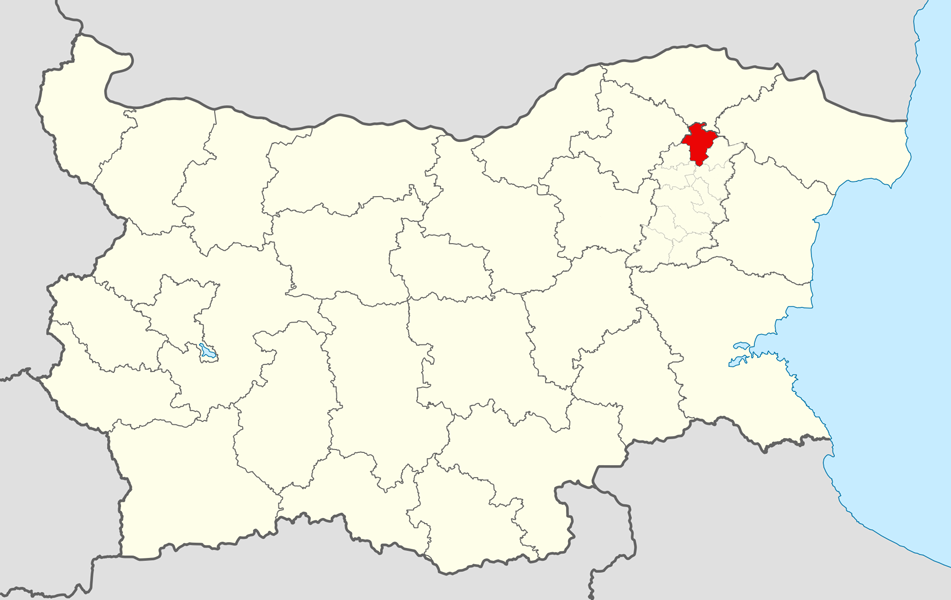

考利諾沃市，是保加利亞的城鎮，位於該國東北部，由舒門州負責管轄，首府設於考利諾沃，面積293平方公里，2009年人口12,251，人口密度每平方公里41.8人。